# بوب ونايت (عالم نفس)
بوب ونايت (بالإنجليزية: Bob Knight)‏ هو عالم نفس أمريكي، ولد في 18 أكتوبر 1950.